# 新諸国物語 黄金孔雀城 (1961年の映画)
『新諸国物語 黄金孔雀城』（しんしょこくものがたり おうごんくじゃくじょう）は、1961年（昭和36年)　3月28日（第一部）・4月9日（第二部・第三部）・4月18日（完結篇）公開の日本映画である。全四部作。東映製作・配給。監督は松村昌治、主演は五代目澤村訥升（九代目澤村宗十郎）。カラー、東映スコープ、上映時間50分（第一部）・55分（第二部）・57分（第三部）・55分（完結篇）。

## 概要
北村寿夫原作の、NHKラジオ連続放送劇「新諸国物語」の一作の完全映画化。

## スタッフ
- 企画：田口直也
- 原作：北村寿夫
- 監督：松村昌治
- 脚本：結束信二
- 撮影：松井鴻
- 美術：前田清
- 編集：河合勝巳
- 音楽：阿部晧哉、福田蘭童
- 録音：鳴坂武美
- 照明：岡田耕二
- 記録：河島利子
- 装置：温井弘司
- 装飾：柴田澄臣
- 美粧：林政信
- 結髪：白鳥里子
- 衣裳：佐々木常久
- 擬斗：谷俊夫
- 進行主任：青山湯蔵

## キャスト
- 左近：五代目澤村訥升（九代目澤村宗十郎）
- 火打丸：河原崎長一郎
- 風の左文字：山城新伍

- 紅菊：吉川博子
- 白菊：扇町景子
- 美鈴：朝風みどり
- しのぶ：三原有美子
- 真文：上津原鮎子

- 勘助：二代目坂東吉彌
- 笛の又四郎：中村竜三郎
- そよ風の万太郎：宮崎照男
- かつら木：松浦築枝
- 闇の黒兵衛：富久井一朗
- 一郎太：島田兵庫
- 二郎太：牧口徹
- 三郎太：若井緑郎
- 四郎太：船越正雄
- 五郎太：遠藤重栄
- 六郎田：春日弘
- 七郎太：大城泰
- 八郎太：神木真寿雄
- 九郎太：西家正晃
- 十郎太：大月正太郎
- 十一郎太：坂東京三郎
- 源左衛門：有馬宏治
- 源太：和崎隆太郎
- 運天王：明石潮
- 鷹の巣一剣太：藤木錦之助
- 松永弾正：柳永二郎
- 兵藤権太夫：富田仲次郎
- 唐津の玄九郎：吉田義夫
- 竜神太郎：楠本健二
- たたり姫：永井三津子
- 平村杢内：小林重四郎
- 関弾左衛門：堀正夫
- 猪切伴五郎：相原昇三郎
- 阿部定光：浅野光男
- 鮫五郎：高桐真
- 大村武部：片岡半蔵
- 鏑木将監：南郷京之助

- 黒冠者：里見浩太郎 (里見浩太朗)
- 小田上総介：伏見扇太郎（完結篇のみ出演）

## ネット配信
YouTube「東映時代劇YouTube」の時代劇映画枠「傑作時代劇DAY」で、本シリーズが配信された。
| 部   | 配信期間（JST）  | 配信期間（JST）  |
| ---- | ---------------- | ---------------- |
| 一   | 2020.06.11 11:00 | 2022.06.25 10:59 |
| 二   | 2022.06.25 11:00 | 2022.07.09 10:59 |
| 三   | 2022.07.09 11:00 | 2022.07.23 10:59 |
| 完結 | 2022.07.23 11:00 | 2022.08.06 10:59 |